# Azhdarchidae
Azhdarchidae (od perz. اژدرها, aždarha: aždaja, zmaj, prema avest. Aži Dāhaka: ime mitskoga zmaja u mazdaističkoj mitologiji), porodica pterosaura pretežno iz perioda kasne krede, iako su poznati i izolirani kralješci nekih pripadnika iz razdoblja rane krede (kasni berriasij, prije oko 140 milijuna godina). U Azhdarchidae su spadale neke od najvećih letećih životinja svih vremena. Isprva se smatralo da su oni potporodica unutar Pteranodontidae, ali Nesov (1984.) ih je odredio kao porodicu u koju spadaju i pterosauri Azhdarcho, Quetzalcoatlus i "Titanopteryx" (sada poznat kao Arambourgiania).

## Opis
Azhdarchidae su karakteristični po svojim dugim nogama i izuzetno dugim vratovima s izduženim vratnim kralješcima, koji su u poprečnom presjeku bili okrugli. Većina vrsta Azhdarchidae poznata je samo po svojim prepoznatljivim vratnim kralješcima. U one koji su poznati iz relativno potpunih kostura spadaju Zhejiangopterus i Quetzalcoatlus. Azhdarchidae se također ističu po svojim relativno velikim glavama i dugim čeljustima. Uzeta je u obzir mogućnost da su se hranili leteći nisko iznad vode i tako skupljajući ribe, ali daljnja istraživanja bacila su sumnju na tu ideju, pokazavši da su azhdarchidaeima nedostajale prilagodbe takvom načinu hranjenja, te da su se možda ponašali sličnije današnjim rodama. Njihova malena stopala nisu bila prilagođena ni za plivanje ni za hodanje u plitkoj vodi.

## Sistematika
Azhdarchidae su isprva klasificirane kao bliski srodnici Pteranodona zbog svojih dugih, bezubih kljunova. Drugi su predložili da su bili u bližem srodstvu sa zubatim pripadnicima Ctenochasmatidae (u koje spadaju i Ctenochasma i Pterodaustro, koji su se hranili filtriranjem vode). Trenutno se smatra da su bili bliski srodnici pterosaura kao što su Tupuxuara i Tapejara.

### Taksonomija
Klasifikacija prema Unwinu (2006.), osim ako nije drugačije naglašeno.
- Porodica Azhdarchidae
  - Aerotitan
  - Alanqa[10]
  - Aralazhdarcho[11]
  - Arambourgiania
  - Azhdarcho
  - Bakonydraco
  - Cretornis[12]
  - Eurazhdarcho
  - Hatzegopteryx
  - Montanazhdarcho
  - "Ornithocheirus" bunzeli[12]
  - Palaeocursornis
  - Phosphatodraco
  - Quetzalcoatlus
  - Volgadraco[13]
  - Zhejiangopterus
  - Mogući validni rodovi Azhdarchidae
    - Bennettazhia
    - Bogolubovia
    - Doratorhynchus
    - Eoazhdarcho